# Athaliah Molokomme
Athaliah Molokomme (Francistown, Bostsuana, 4 de diciembre de 1959) es una jurista botsuana y activista de los derechos humanos y los derechos de las mujeres. Fue la primera mujer en ocupar el cargo de fiscal general de Botsuana.

## Biografía
Nació el 4 de diciembre de 1959 en Francistown, Botsuana. Fue la segunda de nueve hijos de la maestra Imelda Mishodzi Molokomme y el maestro Rufus Oka Kabiwa.
Estudió en la Universidad de Botsuana y en la de Swazilandia. En 1983, obtuvo una maestría en Derecho en la Escuela de Derecho Yale en los Estados Unidos. Se doctoró en Derecho por la Universidad de Leiden. Su tesis, Children of the Fence: The maintenance of extra-marital children under law and practice in Botswana, se publicó poco después.

### Trayectoria profesional
Ha sido profesora de Derecho en la Universidad de Botsuana y ha investigado y realizado publicaciones en los campos de derecho de familia, derechos de la mujer, derecho consuetudinario y derecho laboral. 
Es fundadora de varias organizaciones, como Emang Basadi, Women and Law in Southern Africa (WLSA) y Women, Law and Development International (WLDI). Desde julio de 1998, fue jefa fundadora de la Unidad de Género en la Secretaría de la Comunidad de Desarrollo de África Austral, donde fue asesora en cuestiones de género y desarrolló políticas y programas sobre el empoderamiento de la mujer y la incorporación de la perspectiva de género.
Desde la década de 1990, ha sido oradora habitual en conferencias, talleres y seminarios nacionales, regionales e internacionales en sus áreas de especialización.
Se convirtió en la primera mujer fiscal general de Botsuana en 2005.
En abril de 2014 se esperaba que renunciara a su cargo de fiscal general para disputar la presidencia de la Corte Penal Internacional, pero no renunció.
Embajadora y representante permanente de Botsuana ante la ONU y otras Organizaciones Internacionales en Ginebra. Y participante activa en la Justice Leadership Initiative.

## Premios y reconocimientos
- 1993 Premio de Derechos Humanos de la Mujer de Women, Law and Development International.[3]
- 1999 Orden Presidencial de Servicio Meritorio por Servicio Excepcional a Botsuana.[3]